# 多丽丝·菲辰
多丽丝·菲辰（德語：Doris Fitschen，1968年10月25日—2025年3月15日），德国女子足球运动员。她曾代表德国参加1996年和2000年夏季奥林匹克运动会足球比赛，其中2000年奥运会获得一枚铜牌。